# Niš (stacja kolejowa)
Niš – stacja kolejowa w Nisz, w okręgu niszawskim, w Serbii. Znajdują się tu 3 perony.